# Dicolpus sjostedti
Dicolpus sjostedti är en insektsart som först beskrevs av Herman Willem van der Weele 1905.  
Dicolpus sjostedti ingår i släktet Dicolpus och familjen fjärilsländor. Inga underarter finns listade i Catalogue of Life.